# Harry Belafonte
Harry Belafonte (New York City, 1. ožujka 1927. – New York City, 25. travnja 2023.)  bio je američki pjevač i glumac.

## Životopis
Proveo je dobar dio djetinjstva u očevu zavičaju, na Jamaici. Napustio je školu 1944. godine i stupio u mornaricu. Profesionalnu pjevačku karijeru otpočeo je 1952. godine, izvodeći pučke balade i popularne melodije u ritmu kalipsa. Na filmu je debitirao 1953. ulogom u "Sjajnom putu", a osobito se istakao nastupom i izvedbom songa u "Sunčanom otoku" 1957. godine.

## Vanjske poveznice
- Harry Belafonte u internetskoj bazi filmova IMDb-u (engl.)